# Rockford IceHogs (UHL)
Die Rockford IceHogs waren ein professionelles US-amerikanisches Eishockeyteam aus Rockford, Illinois, das in der Minor League United Hockey League spielte. Kooperationspartner waren die Milwaukee Admirals aus der American Hockey League sowie die Nashville Predators aus der NHL. Seine Heimspiele trug das Franchise im MetroCentre in Downtown Rockford aus.

## Geschichte
Die Tri Vision Sports-Gruppe kaufte 1999 die Rechte am Franchise der Thunder Bay Thunder Cats aus der United Hockey League und siedelte es nach Rockford, Illinois um. Im Oktober 1999 nahm die Mannschaft dort als Rockford IceHogs den Spielbetrieb auf, der Name war zuvor in einem „Name the team“-Wettbewerb ausgewählt worden.
In der Saison 2006/07 spielten die IceHogs in der UHL Western Division, zusammen mit den Quad City Mallards, den Chicago Hounds, den Bloomington Prairie Thunder und den Fort Wayne Komets. Trainiert wurde der Club mit Steve Martinson von einem der erfolgreichsten professionellen Eishockey-Trainer, der das Team in seiner ersten Saison 2005/06 zur bis dahin besten Spielzeit in der Franchisegeschichte führte. 2004/05 und 2005/06 wurde der Club, der 2006 seine erste Division-Meisterschaft feiern konnte, zweimal für die Auszeichnung UHL Franchise of the Year für den Erfolg des Clubs auf und neben dem Eis nominiert.
Am 13. Dezember 2005 unterzeichneten die IceHogs einen Kooperationsvertrag mit den Nashville Predators, das UHL-Team setzt vor allem die Spieler des Nashville-Farmteams Milwaukee Admirals in seinem Spielbetrieb ein. Jedes Jahr veranstalteten die IceHogs die sogenannte „Jersey Night“, in der das Team ein spezielles Trikot trug und dieses später für einen guten Zweck versteigerte. In der Vergangenheit stellten die Shirts berühmte Personen sowie Ereignisse wie Elvis Presley und den Saint Patrick’s Day dar oder waren von berühmten Persönlichkeiten aus der Region, wie z. B. Rick Nielsen, unterzeichnet.
2006/07 spielte das Team seine letzte Saison und feierte mit dem Gewinn des Colonial Cup als Gewinner der UHL-Playoffs seinen größten Erfolg.
Im Sommer 2007 wurde die Mannschaft aufgelöst, da das Rockford MetroCenter den Teamnamen und das Mannschaftslogo gekauft hat und das Franchise der Cincinnati Mighty Ducks aus der American Hockey League (AHL) nach Rockford umgesiedelt wurde, das in der Saison 2007/08 als Rockford IceHogs den Spielbetrieb in der AHL aufnahm.

## Spielzeiten
| Jahr    | Liga | GP | W  | L  | SOL | PTS | GF  | GA  | PIM  | Playoffs           |
| 1999/00 | UHL  | 74 | 32 | 34 | 8   | 72  | 238 | 268 | 1712 | nicht qualifiziert |
| 2000/01 | UHL  | 74 | 30 | 38 | 6   | 66  | 207 | 256 | 1596 | nicht qualifiziert |
| 2001/02 | UHL  | 74 | 27 | 41 | 6   | 60  | 234 | 278 | 1631 | nicht qualifiziert |
| 2002/03 | UHL  | 76 | 35 | 34 | 7   | 77  | 233 | 271 | 1698 | 1. Runde           |
| 2003/04 | UHL  | 76 | 28 | 43 | 5   | 61  | 215 | 294 | 1821 | nicht qualifiziert |
| 2004/05 | UHL  | 80 | 46 | 25 | 9   | 101 | 246 | 203 | 2243 | 2. Runde           |
| 2005/06 | UHL  | 76 | 49 | 19 | 9   | 105 | 292 | 213 | 2592 | 2. Runde           |
| 2006/07 | UHL  | 76 | 48 | 21 | 7   | 103 | 266 | 193 | 2132 | Colonial Cup       |